# Gotisk (sprog)
 For alternative betydninger, se Gotisk. (Se også artikler, som begynder med Gotisk)
Gotisk er et uddødt germansk sprog, der blev talt af goterne.

## Wulfilas bibeloversættelse
Sproget er først og fremmest kendt fra den bibeloversættelse, som Wulfila forestod i det 4. årh. e. Kr. Det bedst bevarede håndskrift af Wulfilas bibeloversættelse er denne oversættelse er Codex Argenteus fra det 6. århundrede; det meste er på universitetsbiblioteket i Uppsala. Derudover er der en række andre håndskrifter med mindre stykker. Hele oversættelsen er ikke bevaret.
Wulfila opfandt et særligt alfabet til brug for sin bibel på baggrund af det græske alfabet med enkelte tegn fra runealfabetet og det latinske alfabet. Wulfilas gotiske dialekt bliver også kaldt for møsogotisk, idet han tilhører den del af goterne, der boede i Møsien ved Donaus munding.
Det gotiske sprog nåede sin største udbredelse under goterkongen Theodorik den Store (454-526), men goterne blev snart assimileret af den latinsk- eller romansktalende befolkning, som de havde bosat sig iblandt. Goterne var egentlig arianere, så opgivelsen af det gotiske sprog er sikkert sket hånd i hånd med konverteringen til den katolske tro.

## Krimgotisk
I det 16. århundrede blev der endnu talt en gotisk dialekt, krimgotisk, på halvøen Krim . Flamlænderen Ogier Ghiselin de Busbecq (1521-1592) har optegnet en række ord og  sætninger i denne dialekt.

## Position
Gotisk tilhører en særlig gren af den germanske sproggruppe, nemlig den østgermanske, der adskiller sig fra den vestgermanske (tysk, nederlansk, engelsk) og nordgermansk (dansk, svensk, norsk, færøsk, islandsk).

## Grammatik

### Formlære
Gotisk har bevaret en del af den indoeuropæiske morfologi, der er gået tabt i de andre germanske sprog.
En række stærke verber danner præteritum med reduplikation, dvs. fordobling af den første konsonant:  haihait 'hed', faifah 'fangede'. Reduplikation er almindeligt i perfektum (den form, der svarer til den germanske præteritum) på græsk og sanskrit, og der er også enkelte reduplicerende perfekter på latin, men i de andre germanske sprog er reduplikationsstavelsen normalt opgivet: dansk hed, fik, tysk hieß, fing (oldnordiske former som reri 'roede' eller seri 'såede' har dog bevaret reduplikationen).
Den gotiske passiv med disse endelser:
|            |              | indikativ | konjunktiv |
| ---------- | ------------ | --------- | ---------- |
| singularis | 1. person    | -ada      | -aidau     |
|            | 2. person    | -aza      | -aizau     |
|            | 3. person    | -ada      | -aidau     |
| pluralis   | 1.-3. person | -anda     | -aindau    |

Disse endelser går tilbage til den særlige indoeuropæiske medium (= græsk -μαι, -σαι, -ται, -νται, sanskrit -e, -se, -te, -nte). De urnordiske runeindskrifter har også spor af denne passiv i formen haite '(jeg) hedder' (egtl. 'jeg kaldes'), der endda har bevaret en mere oprindelig form af 1. person end på gotisk (< ie. *-Hai).
Gotisk har særlige endelser for dualis:
|           | præsens     | konjunktiv  | præteritum  |
| --------- | ----------- | ----------- | ----------- |
| 1. person | -os         | -aiwa       | -u          |
| 2. person | -ats        | -aits       | -uts        |
| 3. person | findes ikke | findes ikke | findes ikke |

Disse endelser går ligeledes tilbage til urindoeuropæisk (f.eks. sanskrit -vas, -thas).
Ellers ligner det gotiske verbum, hvad vi kender fra andre ældre eller konservative germanske sprog. Der er en særlig konjunktivform i både præsens og præteritum som på tysk og islandsk (rudimenter på dansk og engelsk).
Ved siden af de fire kasus, der kendes fra de andre germanske sprog: nominativ, akkusativ, dativ, genitiv (stadig på tysk, færøsk og islandsk), har gotisk bevaret vokativ (med nulendelse).

### Lydlære
Gotisk er på nogle områder forholdsvis vidt fremskreden i den lydlige udvikling i forhold til det nordiske sprog, der er bevidnet i de samtidige runeindskrifter (urnordisk).
Særlig iøjnefaldende er det, at e er blevet til i. Foran konsonanterne h og r bliver i og u til ai og au, der formentlig blev udtalt [æ] og [å], f.eks. taihun 'ti' og haurn 'horn'. Det er sandsynligt, at de oprindelige diftonger ai og au, der skrives på samme måde, var blevet til monoftonger, dvs. [æ:] og [å:], f.eks. stains 'sten' og laus 'løs'. Nogle forskere mener derimod, at de blev udtalt som diftonger og sætter derfor en accent på a'et (stáins, láus) for at skelne dem fra de "falske" diftonger, hvor de sætter en accent på hhv. i'et og u'et (taíhun, haúrn). Disse accenter findes dog ikke i den gotiske tekst.
I græske låneord og navne bliver kort e (ε) og o (ο) gengivet med hhv. ai og au eller u (Πέτρος > Paitrus 'Peter', ἀπόστολος > apaustaulus 'apostel'). Den græske diftong ai (αι), der på dette tidspunkt blev udtalt som monoftongen [æ:], bliver ligeledes gengivet med gotisk ai (Ἰουδαία > Iudaia 'Judæa'). Diftongerne au (αυ) og eu (ευ), der stadig var forblevet diftonger i sengræsk, bliver gengivet med gotisk aw og aiw (Παῦλος > Pawlus 'Paulus', ἐυαγγελιστής > aiwaggelista 'evangelist').
Der er ingen spor af omlyd i gotisk, og den vestgermanske og nordgermanske i-omlyd af a, o og u til æ, ø og y er sandsynligvis også et yngre fænomen (i Norden ca. 6.-7. årh. e. Kr.). De græske låneord med y (υ) bliver hos Wulfila normalt gengivet med bogstavet w (Σκύθης > Skwþus skyther), og det er sandsynligt, at han har intenderet, at de skulle udtales med [y]..
Det germanske lange *ī (og græsk langt ī (ι, ει)) bliver normalt skrevet med diftongen ei efter græsk forbillede (*hwītaz > hveit(s) 'hvid', Τιμόθεος > Teimoþaius 'Timotheus'). Bogstaverne e og o betegner altid langt ē og ō; Det germanske lange *ē er i modsætning til vestgermansk og nordgermansk bevaret på gotisk (*mēnō > mena 'måne', *jēra > jer 'år'). Langt ā og ū bliver ikke skelnet fra kort a (sjældent) og u.
Kort a er faldet bort i tryksvage stavelser (ligesom i de senere germanske sprog, men i modsætning til urnordisk), og langt ē og (til dels) ō bliver i tryksvage stavelser til a.
Det germanske z, der i vestgermansk og nordgermansk er blevet til r (det skrives dog stadig med et eget bogstav i runeindskrifterne indtil op i vikingetiden), er bevaret på gotisk (*maizō > maiza 'mere').
Udlydende z, b og d bliver normalt erstattet af s, f og þ (*mīz > mis 'mig (dativ)', *gib > gif 'giv (imperativ)'). Et lignende fænomen kendes fra moderne russisk og tysk ("Auslautsverhärtung").

## Sprogprøver
Fader Vor (Matthæus 6):
Atta unsar þu in himinam,
weihnai namo þein.
qimai þiudinassus þeins.
Wairþai wilja þeins,
swe in himina jah ana airþai.
hlaif unsarana þana sinteinan
gif uns himma daga.
jah aflet uns þatei skulans sijaima,
swaswe jah weis afletam
þaim skulam unsaraim.
jah ni briggais uns
in fraistubnjai,
ak lausei uns af þamma ubilin.
unte þeina ist þiudangardi
jah mahts jah wulþus in aiwins.
amen. 
Juleevangeliet (Lukas 2):
1 Warþ þan in dagans jainans, urrann gagrefts fram kaisara Agustau, gameljan allana midjungard.
2 soh þan gilstrameleins frumista warþ at [wisandin kindina Swriais] raginondin Saurim Kwreinaiau.
3 jah iddjedun allai, ei melidai weseina, hvarjizuh in seinai baurg.
4 Urrann þan jah Iosef us Galeilaia, us baurg Nazaraiþ, in Iudaian, in baurg Daweidis sei haitada Beþlaihaim, duþe ei was us garda fadreinais Daweidis,
5 anameljan miþ Mariin sei in fragiftim was imma qeins, wisandein inkilþon.
6 warþ þan, miþþanei þo wesun jainar, usfullnodedun dagos du bairan izai.
7 jah gabar sunu seinana þana frumabaur jah biwand ina jah galagida ina in uzetin, unte ni was im rumis in stada þamma.
8 jah hairdjos wesun in þamma samin landa, þairhwakandans jah witandans wahtwom nahts ufaro hairdai seinai.
9 iþ aggilus fraujins anaqam ins jah wulþus fraujins biskain ins, jah ohtedun agisa mikilamma.
10 jah qaþ du im sa aggilus: ni ogeiþ, unte sai, spillo izwis faheid mikila, sei wairþiþ allai managein,
11 þatei gabaurans ist izwis himma daga nasjands, saei ist Xristus frauja, in baurg Daweidis.
12 jah þata izwis taikns: bigitid barn biwundan jah galagid in uzetin.
13 jah anaks warþ miþ þamma aggilau managei harjis himinakundis hazjandane guþ jah qiþandane:
14 wulþus in hauhistjam guda jah ana airþai gawairþi in mannam godis wiljins.
15 jah warþ, biþe galiþun fairra im in himin þai aggiljus, jah þai mans þai hairdjos qeþun du sis misso: þairhgaggaima ju und Beþlahaim jah saihvaima waurd þata waurþano, þatei frauja gakannida unsis.
16 jah qemun sniumjandans jah bigetun Marian jah Iosef jah þata barn ligando in uzetin.
17 gasaihvandans þan gakannidedun bi þata waurd þatei rodiþ was du im bi þata barn.
18 jah allai þai gahausjandans sildaleikidedun bi þo rodidona fram þaim hairdjam du im.
19 iþ Maria alla gafastaida þo waurda, þagkjandei in hairtin seinamma.
20 jah gawandidedun sik þai hairdjos mikiljandans jah hazjandans guþ in allaize þizeei gahausidedun jah gasehvun swaswe rodiþ was du im.
21 jah biþe usfulnodedun dagos ahtau du bimaitan ina, jah haitan was namo is Iesus, þata qiþano fram aggilau faurþizei ganumans wesi in wamba.